# Српски кошаркашки клубови у европским такмичењима 2018/19.
Српски кошаркашки клубови у европским такмичењима 2018/19. имају два представника:
- Црвена звезда МТС је као финалиста Јадранске лиге 2017/18. изборила пласман у Еврокуп 2018/19.
- Партизан НИС је добио специјалну позивницу за учешће у Еврокупу 2018/19.

## Црвена звезда МТС у Еврокупу

### Прва фаза „Топ 24“ — Група А
| Прва четири у групи пролазе у „Топ 16“ |
| Елиминисани                            |

|    | Екипа             | Игр. | Поб. | Изг. | П+  | П-  | П+/- | Тај-брек |
| -- | ----------------- | ---- | ---- | ---- | --- | --- | ---- | -------- |
| 1. | Монако            | 10   | 7    | 3    | 796 | 757 | +39  |          |
| 2. | МораБанк Андора   | 10   | 6    | 4    | 852 | 834 | +18  | 1-1 (+5) |
| 3. | Црвена звезда МТС | 10   | 6    | 4    | 825 | 768 | +57  | 1-1 (-5) |
| 4. | Ратиофарм Улм     | 10   | 5    | 5    | 824 | 827 | -3   |          |
| 5. | Ђермани Бреша     | 10   | 3    | 7    | 780 | 842 | -62  |          |
| 6. | Галатасарај       | 10   | 3    | 7    | 761 | 810 | -49  |          |

- НАПОМЕНА: Поени постигнути у продужецима нису урачунати у табели, а не користе се ни за одређивање предности у случају да су тимови изједначени.

| 2. 10. 2018. 19:00 Извештај |                                                                       | Црвена звезда МТС | 88 : 73                                     | Ратиофарм Улм | Хала Пионир, Београд Гледаоци: 4.876 Судије: Кармело Патернико, Петрос Папапетру, Микола Амбросов |  |
| 2. 10. 2018. 19:00 Извештај | Четвртине: 28:21, 18:22, 16:16, 26:14                                 |                   |                                             |               | Хала Пионир, Београд Гледаоци: 4.876 Судије: Кармело Патернико, Петрос Папапетру, Микола Амбросов |  |
| 2. 10. 2018. 19:00 Извештај | Поени: Барон 19 Скокови: Оџо 10 Асистенције: Регланд 6 Индекс: Оџо 29 |                   | Фоту 16 Еванс, Фоту 6 Грин, Милер 4 Фоту 19 |               | Хала Пионир, Београд Гледаоци: 4.876 Судије: Кармело Патернико, Петрос Папапетру, Микола Амбросов |  |

| 10. 10. 2018. 19:45 Извештај |                                                                                 | Монако | 63 : 66                                       | Црвена звезда МТС | Хала Гастон Медесин, Монако Гледаоци: 1.699 Судије: Карлос Перуга, Ерсан Картал, Едуард Удјанскиј |  |
| 10. 10. 2018. 19:45 Извештај | Четвртине: 6:17, 18:12, 20:8, 19:29                                             |        |                                               |                   | Хала Гастон Медесин, Монако Гледаоци: 1.699 Судије: Карлос Перуга, Ерсан Картал, Едуард Удјанскиј |  |
| 10. 10. 2018. 19:45 Извештај | Поени: Кикановић 22 Скокови: Хамер 12 Асистенције: Џоунс 7 Индекс: Кикановић 21 |        | Перпероглу, Регланд 13 Оџо 7 Човић 3 Барон 15 |                   | Хала Гастон Медесин, Монако Гледаоци: 1.699 Судије: Карлос Перуга, Ерсан Картал, Едуард Удјанскиј |  |

| 16. 10. 2018. 19:00 Извештај |                                                                           | Црвена звезда МТС | 85 : 79                               | МораБанк Андора | Хала Пионир, Београд Гледаоци: 4.987 Судије: Јакуб Замојски, Аре Халико, Семјон Овинов |  |
| 16. 10. 2018. 19:00 Извештај | Четвртине: 16:17, 28:16, 16:25, 25:21                                     |                   |                                       |                 | Хала Пионир, Београд Гледаоци: 4.987 Судије: Јакуб Замојски, Аре Халико, Семјон Овинов |  |
| 16. 10. 2018. 19:00 Извештај | Поени: Регланд 24 Скокови: Фаје 11 Асистенције: Регланд 8 Индекс: Фаје 28 |                   | Јелинек 18 Енис 5 Албиси 12 Албиси 26 |                 | Хала Пионир, Београд Гледаоци: 4.987 Судије: Јакуб Замојски, Аре Халико, Семјон Овинов |  |

| 24. 10. 2018. 20:30 Извештај |                                                                           | Ђермани Бреша | 69 : 61                                | Црвена звезда МТС | ПалаЏорџ, Бреша Гледаоци: 2.150 Судије: Пјотр Пастусјак, Мориц Рајтер, Артурас Сукис |  |
| 24. 10. 2018. 20:30 Извештај | Четвртине: 15:31, 24:7, 17:12, 13:11                                      |               |                                        |                   | ПалаЏорџ, Бреша Гледаоци: 2.150 Судије: Пјотр Пастусјак, Мориц Рајтер, Артурас Сукис |  |
| 24. 10. 2018. 20:30 Извештај | Поени: Беверли 15 Скокови: Церини 8 Асистенције: Мос 5 Индекс: Беверли 16 |               | Барон 22 Цирбес 8 Регланд 7 Регланд 17 |                   | ПалаЏорџ, Бреша Гледаоци: 2.150 Судије: Пјотр Пастусјак, Мориц Рајтер, Артурас Сукис |  |

| 30. 10. 2018. 19:00 Извештај |                                                                          | Црвена звезда МТС | 87 : 57                                | Галатасарај | Хала Пионир, Београд Гледаоци: 5.896 Судије: Бењамин Хименез, Спирос Контас, Гитис Вилијус |  |
| 30. 10. 2018. 19:00 Извештај | Четвртине: 26:13, 18:13, 25:21, 18:10                                    |                   |                                        |             | Хала Пионир, Београд Гледаоци: 5.896 Судије: Бењамин Хименез, Спирос Контас, Гитис Вилијус |  |
| 30. 10. 2018. 19:00 Извештај | Поени: Регланд 21 Скокови: Барон 7 Асистенције: Барон 5 Индекс: Барон 26 |                   | Вебстер 16 Огаст 9 4 играча 2 Огаст 19 |             | Хала Пионир, Београд Гледаоци: 5.896 Судије: Бењамин Хименез, Спирос Контас, Гитис Вилијус |  |

| 7. 11. 2018. 19:30 Извештај |                                                                                 | Ратиофарм Улм | 95 : 80                               | Црвена звезда МТС | Ратиофарм арена, Улм Гледаоци: 5.200 Судије: Фернандо Роха, Амит Балак, Жорди Алијага |  |
| 7. 11. 2018. 19:30 Извештај | Четвртине: 21:17, 29:16, 23:24, 22:23                                           |               |                                       |                   | Ратиофарм арена, Улм Гледаоци: 5.200 Судије: Фернандо Роха, Амит Балак, Жорди Алијага |  |
| 7. 11. 2018. 19:30 Извештај | Поени: Еванс 23 Скокови: Еванс 11 Асистенције: Акпинар, Фоту 3 Индекс: Еванс 31 |               | Добрић 21 Фаје 12 Регланд 7 Добрић 26 |                   | Ратиофарм арена, Улм Гледаоци: 5.200 Судије: Фернандо Роха, Амит Балак, Жорди Алијага |  |

| 14. 11. 2018. 19:00 Извештај |                                                                         | Црвена звезда МТС | 75 : 91                                    | Монако | Хала Пионир, Београд Гледаоци: 4.952 Судије: Данијел Јерезуело, Ерсан Картал, Микола Амбросов |  |
| 14. 11. 2018. 19:00 Извештај | Четвртине: 29:29, 16:15, 17:32, 13:15                                   |                   |                                            |        | Хала Пионир, Београд Гледаоци: 4.952 Судије: Данијел Јерезуело, Ерсан Картал, Микола Амбросов |  |
| 14. 11. 2018. 19:00 Извештај | Поени: Барон 14 Скокови: Фаје 8 Асистенције: Регланд 8 Индекс: Барон 13 |                   | Нидам 21 Лакомб 6 Лакомб, Нидам 6 Нидам 28 |        | Хала Пионир, Београд Гледаоци: 4.952 Судије: Данијел Јерезуело, Ерсан Картал, Микола Амбросов |  |

| 20. 11. 2018. 20:00 Извештај |                                                                         | МораБанк Андора | 91 : 80                                               | Црвена звезда МТС | Спортска дворана Андора, Андора Гледаоци: 2.530 Судије: Христос Христодулу, Ингус Бауманис, Уже Тепеније |  |
| 20. 11. 2018. 20:00 Извештај | Четвртине: 25:20, 21:27, 25:15, 20:18                                   |                 |                                                       |                   | Спортска дворана Андора, Андора Гледаоци: 2.530 Судије: Христос Христодулу, Ингус Бауманис, Уже Тепеније |  |
| 20. 11. 2018. 20:00 Извештај | Поени: Албиси 19 Скокови: Стевић 7 Асистенције: Лус 5 Индекс: Албиси 22 |                 | Регланд 20 Фаје 9 Барон, Регланд 3 Регланд, Цирбес 17 |                   | Спортска дворана Андора, Андора Гледаоци: 2.530 Судије: Христос Христодулу, Ингус Бауманис, Уже Тепеније |  |

| 12. 12. 2018. 19:00 Извештај |                                                                                         | Црвена звезда МТС | 103 : 67                                  | Ђермани Бреша | Хала Пионир, Београд Гледаоци: 4.682 Судије: Спирос Контас, Јургис Лауринавичијус, Томаш Травицки |  |
| 12. 12. 2018. 19:00 Извештај | Четвртине: 31:14, 34:8, 17:21, 21:24                                                    |                   |                                           |               | Хала Пионир, Београд Гледаоци: 4.682 Судије: Спирос Контас, Јургис Лауринавичијус, Томаш Травицки |  |
| 12. 12. 2018. 19:00 Извештај | Поени: Регланд 16 Скокови: Ристић, Симанић 6 Асистенције: Регланд 10 Индекс: Регланд 27 |                   | Ален 17 Лаквинтана 5 Ален 3 Лаквинтана 14 |               | Хала Пионир, Београд Гледаоци: 4.682 Судије: Спирос Контас, Јургис Лауринавичијус, Томаш Травицки |  |

| 18. 12. 2018. 18:00 Извештај |                                                                           | Галатасарај | 83 : 100                             | Црвена звезда МТС | Синан Ердем Дом, Истанбул Гледаоци: 1.702 Судије: Ане Пантер, Аре Халико, Микеле Роси |  |
| 18. 12. 2018. 18:00 Извештај | Четвртине: 26:24, 16:25, 26:30, 15:21                                     |             |                                      |                   | Синан Ердем Дом, Истанбул Гледаоци: 1.702 Судије: Ане Пантер, Аре Халико, Микеле Роси |  |
| 18. 12. 2018. 18:00 Извештај | Поени: Хејс 30 Скокови: 3 играча 4 Асистенције: Вебстер 7 Индекс: Хејс 31 |             | Барон 20 Оџо 7 Регланд 12 Регланд 31 |                   | Синан Ердем Дом, Истанбул Гледаоци: 1.702 Судије: Ане Пантер, Аре Халико, Микеле Роси |  |

### Друга фаза „Топ 16“ — Група Г
| Прва два у групи пролазе у четвртфинале |
| Елиминисани                             |

|    | Екипа             | Игр. | Поб. | Изг. | П+  | П-  | П+/- | Тај-брек |
| -- | ----------------- | ---- | ---- | ---- | --- | --- | ---- | -------- |
| 1. | Валенсија         | 6    | 6    | 0    | 501 | 458 | +43  |          |
| 2. | Уникаха           | 6    | 3    | 3    | 468 | 485 | -17  |          |
| 3. | Црвена звезда МТС | 6    | 2    | 4    | 490 | 485 | +5   |          |
| 4. | Лимож             | 6    | 1    | 5    | 450 | 481 | -31  |          |

- НАПОМЕНА: Поени постигнути у продужецима нису урачунати у табели, а не користе се ни за одређивање предности у случају да су тимови изједначени.

| 2. 1. 2019. 20:00 Извештај |                                                                                        | Црвена звезда МТС | 83 : 71                              | Лимож | Хала Пионир, Београд Гледаоци: 5.897 Судије: Карлос Перуга, Петрос Папапетру, Роберт Виклицки |  |
| 2. 1. 2019. 20:00 Извештај | Четвртине: 25:16, 15:16, 18:21, 25:18                                                  |                   |                                      |       | Хала Пионир, Београд Гледаоци: 5.897 Судије: Карлос Перуга, Петрос Папапетру, Роберт Виклицки |  |
| 2. 1. 2019. 20:00 Извештај | Поени: Барон 13 Скокови: Перпероглу 8 Асистенције: Давидовац, Човић 6 Индекс: Барон 22 |                   | Харди 20 Бутсјел 8 Џордан 7 Харди 20 |       | Хала Пионир, Београд Гледаоци: 5.897 Судије: Карлос Перуга, Петрос Папапетру, Роберт Виклицки |  |

| 8. 1. 2019. 20:45 Извештај |                                                                                         | Уникаха | 79 : 74                                        | Црвена звезда МТС | Палата спортова Хосе Марија Мартин Карпена, Малага Гледаоци: 5.032 Судије: Христос Христодулу, Клеменс Фриц, Гитис Вилијус |  |
| 8. 1. 2019. 20:45 Извештај | Четвртине: 26:13, 25:24, 14:18, 14:19                                                   |         |                                                |                   | Палата спортова Хосе Марија Мартин Карпена, Малага Гледаоци: 5.032 Судије: Христос Христодулу, Клеменс Фриц, Гитис Вилијус |  |
| 8. 1. 2019. 20:45 Извештај | Поени: Лесор 16 Скокови: Шермадини 9 Асистенције: Робертс, Фернандез 4 Индекс: Лесор 25 |         | Перпероглу 23 Ристић 8 Регланд 7 Перпероглу 20 |                   | Палата спортова Хосе Марија Мартин Карпена, Малага Гледаоци: 5.032 Судије: Христос Христодулу, Клеменс Фриц, Гитис Вилијус |  |

| 16. 1. 2019. 20:45 Извештај |                                                                            | Валенсија | 92 : 76                                | Црвена звезда МТС | Арена Фуенте Сан Луис, Валенсија Гледаоци: 6.312 Судије: Петри Мантила, Јургис Лауринавичијус, Томаш Травицки |  |
| 16. 1. 2019. 20:45 Извештај | Четвртине: 21:23, 21:14, 25:20, 25:19                                      |           |                                        |                   | Арена Фуенте Сан Луис, Валенсија Гледаоци: 6.312 Судије: Петри Мантила, Јургис Лауринавичијус, Томаш Травицки |  |
| 16. 1. 2019. 20:45 Извештај | Поени: Дубљевић 14 Скокови: Дубљевић 8 Асистенције: Дио 5 Индекс: Томас 21 |           | Регланд 21 Оџо 6 4 играча 3 Регланд 23 |                   | Арена Фуенте Сан Луис, Валенсија Гледаоци: 6.312 Судије: Петри Мантила, Јургис Лауринавичијус, Томаш Травицки |  |

| 23. 1. 2019. 19:00 Извештај |                                                                                     | Црвена звезда МТС | 81 : 82                                        | Валенсија | Хала Пионир, Београд Гледаоци: 5.898 Судије: Емин Могулкоч, Серхио Силва, Уже Тепеније |  |
| 23. 1. 2019. 19:00 Извештај | Четвртине: 17:21, 27:21, 14:22, 23:18                                               |                   |                                                |           | Хала Пионир, Београд Гледаоци: 5.898 Судије: Емин Могулкоч, Серхио Силва, Уже Тепеније |  |
| 23. 1. 2019. 19:00 Извештај | Поени: Перпероглу 26 Скокови: Фаје 10 Асистенције: 3 играча 3 Индекс: Перпероглу 22 |                   | Дубљевић 24 Дубљевић 8 Ван Росом 6 Дубљевић 29 |           | Хала Пионир, Београд Гледаоци: 5.898 Судије: Емин Могулкоч, Серхио Силва, Уже Тепеније |  |

| 29. 1. 2019. 21:00 Извештај |                                                                                       | Лимож | 72 : 71                                       | Црвена звезда МТС | Палата спортова Боблан, Лимож Гледаоци: 4.200 Судије: Петрос Папапетру, Жорди Алијага, Ерсан Картал |  |
| 29. 1. 2019. 21:00 Извештај | Четвртине: 15:16, 25:19, 8:25, 24:11                                                  |       |                                               |                   | Палата спортова Боблан, Лимож Гледаоци: 4.200 Судије: Петрос Папапетру, Жорди Алијага, Ерсан Картал |  |
| 29. 1. 2019. 21:00 Извештај | Поени: Бутсјел, Мајлс 13 Скокови: Бутсјел 13 Асистенције: Тејлор 7 Индекс: Бутсјел 24 |       | Регланд 15 Оџо, Ристић 6 Регланд 6 Регланд 25 |                   | Палата спортова Боблан, Лимож Гледаоци: 4.200 Судије: Петрос Папапетру, Жорди Алијага, Ерсан Картал |  |

| 5. 2. 2019. 18:45 Извештај |                                                                                | Црвена звезда МТС | 105 : 89                                                                | Уникаха | Хала Пионир, Београд Гледаоци: 2.896 Судије: Фернандо Роха, Сефи Шемеш, Роберт Виклицки |  |
| 5. 2. 2019. 18:45 Извештај | Четвртине: 26:27, 31:14, 24:24, 24:24                                          |                   |                                                                         |         | Хала Пионир, Београд Гледаоци: 2.896 Судије: Фернандо Роха, Сефи Шемеш, Роберт Виклицки |  |
| 5. 2. 2019. 18:45 Извештај | Поени: Регланд 17 Скокови: Симанић 7 Асистенције: Регланд 7 Индекс: Регланд 21 |                   | Фернандез 14 Милосављевић, Шермадини 4 Боутрајт, Робертс 3 Фернандез 17 |         | Хала Пионир, Београд Гледаоци: 2.896 Судије: Фернандо Роха, Сефи Шемеш, Роберт Виклицки |  |

## Партизан НИС у Еврокупу

### Прва фаза „Топ 24“ — Група Ц
| Прва четири у групи пролазе у „Топ 16“ |
| Елиминисани                            |

|    | Екипа                    | Игр. | Поб. | Изг. | П+  | П-  | П+/- | Тај-брек  |
| -- | ------------------------ | ---- | ---- | ---- | --- | --- | ---- | --------- |
| 1. | Валенсија                | 10   | 8    | 2    | 846 | 759 | +87  |           |
| 2. | Асвел                    | 10   | 7    | 3    | 781 | 732 | +49  |           |
| 3. | Партизан НИС             | 10   | 4    | 6    | 756 | 771 | -15  | 2-2 (+13) |
| 4. | Зенит Санкт Петербург    | 10   | 4    | 6    | 840 | 823 | +17  | 2-2 (+2)  |
| 5. | Турк Телеком             | 10   | 4    | 6    | 766 | 819 | -53  | 2-2 (-15) |
| 6. | Доломити Енерђија Тренто | 10   | 3    | 7    | 745 | 830 | -85  |           |

- НАПОМЕНА: Поени постигнути у продужецима нису урачунати у табели, а не користе се ни за одређивање предности у случају да су тимови изједначени.

| 3. 10. 2018. 20:30 Извештај |                                                                               | Доломити Енерђија Тренто | 82 : 73                                      | Партизан НИС | ПалаТренто, Тренто Гледаоци: 1.969 Судије: Сефи Шемеш, Серхио Силва, Мориц Рајтер |  |
| 3. 10. 2018. 20:30 Извештај | Четвртине: 17:24, 26:19, 19:15, 20:15                                         |                          |                                              |              | ПалаТренто, Тренто Гледаоци: 1.969 Судије: Сефи Шемеш, Серхио Силва, Мориц Рајтер |  |
| 3. 10. 2018. 20:30 Извештај | Поени: Радичевић 15 Скокови: Фореј 8 Асистенције: 3 играча 3 Индекс: Форaј 19 |                          | Маринковић 19 Загорац 9 Загорац 4 Загорац 20 |              | ПалаТренто, Тренто Гледаоци: 1.969 Судије: Сефи Шемеш, Серхио Силва, Мориц Рајтер |  |

| 9. 10. 2018. 20:00 Извештај | | Партизан НИС | 89 : 82                             | Зенит Санкт Петербург | Хала Пионир, Београд Гледаоци: 6.200 Судије: Мигел Анхел Перез, Олегс Латишевс, Рено Гелер |  |
| 9. 10. 2018. 20:00 Извештај | Четвртине: 21:22, 18:24, 26:19, 24:17                                                                  |              |                                     |                       | Хала Пионир, Београд Гледаоци: 6.200 Судије: Мигел Анхел Перез, Олегс Латишевс, Рено Гелер |  |
| 9. 10. 2018. 20:00 Извештај | Поени: Загорац, Лендејл 16 Скокови: Лендејл 6 Асистенције: Загорац, Пејџ 6 Индекс: Загорац, Лендејл 22 |              | Јутоф 25 Јутоф 10 Мекел 10 Јутоф 34 |                       | Хала Пионир, Београд Гледаоци: 6.200 Судије: Мигел Анхел Перез, Олегс Латишевс, Рено Гелер |  |

| 17. 10. 2018. 20:45 Извештај |                                                                                    | Валенсија | 79 : 71                            | Партизан НИС | Арена Фуенте Сан Луис, Валенсија Гледаоци: 7.021 Судије: Емин Могулкоч, Петри Мантила, Петрос Папапетру |  |
| 17. 10. 2018. 20:45 Извештај | Четвртине: 20:21, 23:19, 21:14, 15:17                                              |           |                                    |              | Арена Фуенте Сан Луис, Валенсија Гледаоци: 7.021 Судије: Емин Могулкоч, Петри Мантила, Петрос Папапетру |  |
| 17. 10. 2018. 20:45 Извештај | Поени: Томас 17 Скокови: Дубљевић, Тоби 5 Асистенције: Ван Росом 5 Индекс: Тоби 17 |           | Пејџ 14 Гагић 8 Николић 4 Гагић 16 |              | Арена Фуенте Сан Луис, Валенсија Гледаоци: 7.021 Судије: Емин Могулкоч, Петри Мантила, Петрос Папапетру |  |

| 23. 10. 2018. 19:00 Извештај |                                                                                   | Партизан НИС | 78 : 89                                                | Асвел | Хала Пионир, Београд Гледаоци: 6.154 Судије: Карлос Кортес, Клеменс Фриц, Ерсан Картал |  |
| 23. 10. 2018. 19:00 Извештај | Четвртине: 20:26, 17:22, 17:19, 24:22                                             |              |                                                        |       | Хала Пионир, Београд Гледаоци: 6.154 Судије: Карлос Кортес, Клеменс Фриц, Ерсан Картал |  |
| 23. 10. 2018. 19:00 Извештај | Поени: Лендејл 12 Скокови: 3 играча 6 Асистенције: 3 играча 4 Индекс: 3 играча 15 |              | Кахуди 21 Кахуди, Нелсон 5 Калнијетис 10 Калнијетис 24 |       | Хала Пионир, Београд Гледаоци: 6.154 Судије: Карлос Кортес, Клеменс Фриц, Ерсан Картал |  |

| 31. 10. 2018. 18:00 Извештај |                                                                                         | Турк Телеком | 77 : 72                                             | Партизан НИС | Анкара арена, Анкара Гледаоци: 3.738 Судије: Жозеф Бисанг, Амит Балак, Жорди Алијага |  |
| 31. 10. 2018. 18:00 Извештај | Четвртине: 28:14, 18:18, 16:20, 15:20                                                   |              |                                                     |              | Анкара арена, Анкара Гледаоци: 3.738 Судије: Жозеф Бисанг, Амит Балак, Жорди Алијага |  |
| 31. 10. 2018. 18:00 Извештај | Поени: Габријел 16 Скокови: Штимац 8 Асистенције: Кемпбел 4 Индекс: Габријел, Штимац 18 |              | Маринковић 28 Лендејл 14 Маринковић 5 Маринковић 26 |              | Анкара арена, Анкара Гледаоци: 3.738 Судије: Жозеф Бисанг, Амит Балак, Жорди Алијага |  |

| 6. 11. 2018. 20:00 Извештај |                                                                              | Партизан НИС | 76 : 71                                           | Доломити Енерђија Тренто | Хала Пионир, Београд Гледаоци: 6.464 Судије: Бењамин Хименез, Ингус Бауманис, Гитис Вилијус |  |
| 6. 11. 2018. 20:00 Извештај | Четвртине: 22:7, 14:25, 20:17, 20:22                                         |              |                                                   |                          | Хала Пионир, Београд Гледаоци: 6.464 Судије: Бењамин Хименез, Ингус Бауманис, Гитис Вилијус |  |
| 6. 11. 2018. 20:00 Извештај | Поени: Лендејл 18 Скокови: Јанковић 6 Асистенције: Пејџ 6 Индекс: Лендејл 23 |              | Јовановић 20 Јовановић 6 Флакадори 6 Јовановић 25 |                          | Хала Пионир, Београд Гледаоци: 6.464 Судије: Бењамин Хименез, Ингус Бауманис, Гитис Вилијус |  |

| 14. 11. 2018. 18:00 Извештај |                                                                                          | Зенит Санкт Петербург | 75 : 71                            | Партизан НИС | Сибур арена, Санкт Петербург Гледаоци: 3.576 Судије: Сефи Шемеш, Марио Мајкић, Саулијус Рацис |  |
| 14. 11. 2018. 18:00 Извештај | Четвртине: 20:22, 20:22, 18:10, 17:17                                                    |                       |                                    |              | Сибур арена, Санкт Петербург Гледаоци: 3.576 Судије: Сефи Шемеш, Марио Мајкић, Саулијус Рацис |  |
| 14. 11. 2018. 18:00 Извештај | Поени: Карасев 21 Скокови: Валијев, Рејнолдс 6 Асистенције: Валијев 5 Индекс: Валијев 28 |                       | Маринковић 11 Си 7 Лендејл 4 Си 14 |              | Сибур арена, Санкт Петербург Гледаоци: 3.576 Судије: Сефи Шемеш, Марио Мајкић, Саулијус Рацис |  |

| 21. 11. 2018. 20:00 Извештај |                                                                             | Партизан НИС | 61 : 69                                                  | Валенсија | Хала Пионир, Београд Гледаоци: 5.250 Судије: Роберт Виклицки, Мехди Дифала, Семјон Овинов |  |
| 21. 11. 2018. 20:00 Извештај | Четвртине: 18:22, 18:12, 12:18, 13:17                                       |              |                                                          |           | Хала Пионир, Београд Гледаоци: 5.250 Судије: Роберт Виклицки, Мехди Дифала, Семјон Овинов |  |
| 21. 11. 2018. 20:00 Извештај | Поени: Маринковић 15 Скокови: Загорац 7 Асистенције: Пејџ 7 Индекс: Пејџ 16 |              | Ван Росом 20 Дубљевић 12 Ван Росом, Томас 5 Ван Росом 25 |           | Хала Пионир, Београд Гледаоци: 5.250 Судије: Роберт Виклицки, Мехди Дифала, Семјон Овинов |  |

| 11. 12. 2018. 20:30 Извештај |                                                                                  | Асвел | 75 : 78                                  | Партизан НИС | Астробал, Вилербан Гледаоци: 5.558 Судије: Јакуб Замојски, Петрос Папапетру, Синан Исгудер |  |
| 11. 12. 2018. 20:30 Извештај | Четвртине: 12:17, 20:20, 25:19, 18:22                                            |       |                                          |              | Астробал, Вилербан Гледаоци: 5.558 Судије: Јакуб Замојски, Петрос Папапетру, Синан Исгудер |  |
| 11. 12. 2018. 20:30 Извештај | Поени: Билан 17 Скокови: Билан 7 Асистенције: Калнијетис 7 Индекс: Калнијетис 20 |       | 3 играча 15 Лендејл 10 Пејџ 6 Лендејл 26 |              | Астробал, Вилербан Гледаоци: 5.558 Судије: Јакуб Замојски, Петрос Папапетру, Синан Исгудер |  |

| 19. 12. 2018. 20:00 Извештај |                                                                              | Партизан НИС | 87 : 72                                  | Турк Телеком | Хала Пионир, Београд Гледаоци: 6.061 Судије: Жозеф Бисанг, Ингус Бауманис, Томаш Травицки |  |
| 19. 12. 2018. 20:00 Извештај | Четвртине: 25:21, 18:11, 23:22, 21:18                                        |              |                                          |              | Хала Пионир, Београд Гледаоци: 6.061 Судије: Жозеф Бисанг, Ингус Бауманис, Томаш Травицки |  |
| 19. 12. 2018. 20:00 Извештај | Поени: Загорац 18 Скокови: Гагић 9 Асистенције: Загорац 5 Индекс: Загорац 25 |              | Штимац 21 Габријел 6 Кемпбел 8 Штимац 26 |              | Хала Пионир, Београд Гледаоци: 6.061 Судије: Жозеф Бисанг, Ингус Бауманис, Томаш Травицки |  |

### Друга фаза „Топ 16“ — Група Е
| Прва два у групи пролазе у четвртфинале |
| Елиминисани                             |

|    | Екипа        | Игр. | Поб. | Изг. | П+  | П-  | П+/- | Тај-брек |
| -- | ------------ | ---- | ---- | ---- | --- | --- | ---- | -------- |
| 1. | АЛБА Берлин  | 6    | 5    | 1    | 487 | 451 | +36  |          |
| 2. | Ритас        | 6    | 3    | 3    | 482 | 460 | +22  |          |
| 3. | Монако       | 6    | 2    | 4    | 418 | 457 | -39  | 1—1 (+1) |
| 4. | Партизан НИС | 6    | 2    | 4    | 442 | 461 | -19  | 1—1 (-1) |

- НАПОМЕНА: Поени постигнути у продужецима нису урачунати у табели, а не користе се ни за одређивање предности у случају да су тимови изједначени.

| 2. 1. 2019. 18:00 Извештај |                                                                                         | Ритас | 80 : 74                                  | Партизан НИС | Сименс арена, Вилњус Гледаоци: 4.693 Судије: Емилио Перез, Рено Желер, Уже Тепеније |  |
| 2. 1. 2019. 18:00 Извештај | Четвртине: 28:23, 20:19, 17:17, 15:15                                                   |       |                                          |              | Сименс арена, Вилњус Гледаоци: 4.693 Судије: Емилио Перез, Рено Желер, Уже Тепеније |  |
| 2. 1. 2019. 18:00 Извештај | Поени: Сатон 21 Скокови: Еходас, Параховски 8 Асистенције: Стипчевић 7 Индекс: Сатон 28 |       | Загорац 17 Лендејл 9 Ренфро 8 Лендејл 22 |              | Сименс арена, Вилњус Гледаоци: 4.693 Судије: Емилио Перез, Рено Желер, Уже Тепеније |  |

| 9. 1. 2019. 20:00 Извештај |                                                                                   | Партизан НИС | 78 : 66                              | АЛБА Берлин | Хала Пионир, Београд Гледаоци: 6.200 Судије: Елијас Коромилас, Јургис Лауринавичијус, Ерсан Картал |  |
| 9. 1. 2019. 20:00 Извештај | Четвртине: 19:13, 18:15, 13:15, 28:23                                             |              |                                      |             | Хала Пионир, Београд Гледаоци: 6.200 Судије: Елијас Коромилас, Јургис Лауринавичијус, Ерсан Картал |  |
| 9. 1. 2019. 20:00 Извештај | Поени: Маринковић 14 Скокови: Јанковић 7 Асистенције: Ренфро 12 Индекс: Ренфро 15 |              | Хермансон 16 Ноко 8 Сикма 8 Сикма 18 |             | Хала Пионир, Београд Гледаоци: 6.200 Судије: Елијас Коромилас, Јургис Лауринавичијус, Ерсан Картал |  |

| 15. 1. 2019. 19:00 Извештај |                                                                                | Партизан НИС | 68 : 72                            | Монако | Хала Пионир, Београд Гледаоци: 6.500 Судије: Борис Рижик, Роберт Виклицки, Амит Балак |  |
| 15. 1. 2019. 19:00 Извештај | Четвртине: 13:21, 13:19, 12:14, 30:18                                          |              |                                    |        | Хала Пионир, Београд Гледаоци: 6.500 Судије: Борис Рижик, Роберт Виклицки, Амит Балак |  |
| 15. 1. 2019. 19:00 Извештај | Поени: Николић 16 Скокови: Лендејл 7 Асистенције: Николић 5 Индекс: Лендејл 19 |              | Џоунс 16 Џоунс 11 Нидам 6 Џоунс 25 |        | Хала Пионир, Београд Гледаоци: 6.500 Судије: Борис Рижик, Роберт Виклицки, Амит Балак |  |

| 22. 1. 2019. 19:00 Извештај |                                                                               | Монако | 68 : 71                              | Партизан НИС | Хала Гастон Медесин, Монако Гледаоци: 2.008 Судије: Бењамин Хименез, Томаш Травицки, Едуард Удјанскиј |  |
| 22. 1. 2019. 19:00 Извештај | Четвртине: 17:23, 24:15, 11:15, 16:18                                         |        |                                      |              | Хала Гастон Медесин, Монако Гледаоци: 2.008 Судије: Бењамин Хименез, Томаш Травицки, Едуард Удјанскиј |  |
| 22. 1. 2019. 19:00 Извештај | Поени: Лакомб 23 Скокови: Бакнер 9 Асистенције: Кикановић 5 Индекс: Лакомб 28 |        | Ренфро 20 Гагић 9 Ренфро 5 Ренфро 16 |              | Хала Гастон Медесин, Монако Гледаоци: 2.008 Судије: Бењамин Хименез, Томаш Травицки, Едуард Удјанскиј |  |

| 30. 1. 2019. 20:00 Извештај |                                                                              | Партизан НИС | 77 : 78                                            | Ритас | Хала Пионир, Београд Гледаоци: 6.500 Судије: Христос Христодулу, Аре Халико, Рено Желер |  |
| 30. 1. 2019. 20:00 Извештај | Четвртине: 28:30, 12:14, 17:20, 20:14                                        |              |                                                    |       | Хала Пионир, Београд Гледаоци: 6.500 Судије: Христос Христодулу, Аре Халико, Рено Желер |  |
| 30. 1. 2019. 20:00 Извештај | Поени: Лендејл 14 Скокови: Ренфро 8 Асистенције: Ренфро 11 Индекс: Ренфро 25 |              | Параховски 22 Параховски 8 Крејмер 7 Параховски 30 |       | Хала Пионир, Београд Гледаоци: 6.500 Судије: Христос Христодулу, Аре Халико, Рено Желер |  |

| 5. 2. 2019. 20:45 Извештај |                                                                                     | АЛБА Берлин | 97 : 74                                      | Партизан НИС | O2 World, Берлин Гледаоци: 8943 Судије: Петри Мантила, Марћин Ковалски, Уже Тепеније |  |
| 5. 2. 2019. 20:45 Извештај | Четвртине: 18:23, 29:11, 19:19, 31:21                                               |             |                                              |              | O2 World, Берлин Гледаоци: 8943 Судије: Петри Мантила, Марћин Ковалски, Уже Тепеније |  |
| 5. 2. 2019. 20:45 Извештај | Поени: Гиједрајтис 19 Скокови: Сикма 11 Асистенције: Сикма 8 Индекс: Гиједрајтис 24 |             | Маринковић 18 Јанковић 8 Ренфро 6 Лендејл 15 |              | O2 World, Берлин Гледаоци: 8943 Судије: Петри Мантила, Марћин Ковалски, Уже Тепеније |  |